# Xian de Wuwei
Pour les articles homonymes, voir Wuwei.
Le xian de Wuwei (无为县 ; pinyin : Wúwéi Xiàn) est un district administratif de la province de l'Anhui en Chine. Il est placé sous la juridiction de la ville-préfecture de Chaohu.

## Histoire
Pendant la Grande famine provoquée par le Grand Bond en avant, 300 000 personnes sont mortes de faim dans le district, selon l'universitaire chinois Yang Jisheng. Celui-ci mentionne de nombreux cas de cannibalisme.

## Démographie
La population du district était de 1 364 468 habitants en 1999.